# Club de Kiev des nationalistes russes
Le Club de Kiev des nationalistes russes (CKNR, russe : Ки́евский клуб ру́сских национали́стов) (Club de Kiev des nationalistes russes progressistes, jusqu'en mars 1917, Club des nationalistes russes de Kiev) était une organisation sans parti, de droite modérée, qui exista à Kiev de 1908 à 1917. Les membres du club étaient des représentants éminents de l'intelligentsia et du clergé de Kiev, unis par le désir de protéger l'idée nationale russe contre l'idée nationale ukrainienne. En 1917, les activités du Club diminuèrent progressivement en raison de désaccords politiques entre ses membres. En 1919, plusieurs de ses membres furent fusillés

## Présidents
- Vassili Tchernov (ru) de 1908 à 1912
- Anatoli Savenko (en) de 1912 à 1918

## Histoire
Le Club fut fondé à l'initiative d'Anatoli Savenko et Vassili Tchernov en 1908. Il fut conçu après la révolution de 1905 comme une organisation capable d'unir le peuple russe à l'esprit national, indépendamment de son affiliation à un parti, autour de l'idée de la position prédominante du peuple russe dans l'État. L'objectif déclaré de l'organisation était de « diffuser les idées du nationalisme russe et de la conscience nationale dans la société, les idées du développement politique et culturel pacifique de la Russie, de découvrir les besoins et les demandes de la population et de les satisfaire légalement, de lutter contre les effets néfastes du cosmopolitisme et des doctrines anti-russes, anti-étatiques et anti-sociales, principalement la lutte contre la pression polonophile et ukrainophile et, enfin, d'unir les personnes qui professent les principes de l'État national et russe ».
Les règlements du club furent approuvés le 19 mars 1908. Les membres ont été répartis en membres d'honneur, membres fondateurs, membres à part entière et membres associés. Le club était dirigé par un Conseil, composé de 18 membres et de 2 candidats. Les élections au Conseil ont lieu chaque année. En 1909, il y avait 326 membres, en 1913, il y en avait 738. Le club disposait d'une salle de lecture, où étaient abonnés les journaux Kievlianine (en), Znamya (en), Rossia, Vetché (ru), Kremlin et autres, ainsi que les magazines Le Messager historique et Mirny Troud (ru). Des réunions régulières étaient organisées dans le club, au cours desquelles des rapports étaient lus et des sujets essentiels étaient abordés.
Le CKNR a accordé une grande attention à la question ukrainienne. Ses membres voyaient un grave danger dans les activités des "Ukrainiens conscients" en Ukraine, visant, selon eux, à diviser le peuple russe (qui, selon les notions ethnographiques de la science russe de l'époque, était divisé en Biélorusses, Grands Russes et Petits Russes). Elle a participé à l'organisation de célébrations religieuses et civiles et à l'installation de monuments (comme le monument à la mémoire de Piotr Stolypine), et a coopéré activement avec les organisations de Ruthéniens russophiles (en). L'activité du CKNR en 1911 fut soutenue par Piotr Stolypine, dans le discours à la députation du club ayant déclaré : « Ma sympathie et mon soutien sont entièrement de votre côté. Je vous considère, vous et les travailleurs de votre club, comme le sel de la terre ». L'un des objectifs du club était d'élever la conscience des citoyens, leur caractère moral et éthique. Entre autres choses, le club se serait efforcé de prévenir les pogroms juifs : par exemple, après l'hospitalisation de Stolypine pour sa blessure mortelle, une réunion des dirigeants de toutes les organisations de droite de Kiev s'est tenue au club, qui décida d'empêcher toute manifestation, « afin de ne pas leur donner matière à une action violente », comme l'a déclaré un membre éminent du CKNR V.G. Jozefi
Si ses membres prenaient des positions plus modérés que l'Union du peuple russe, ils attaquaient des personnalités telles que Mykhaïlo Hrouchevsky ou Ivan Mazepa.
Durant la Première Guerre mondiale, les membres du CKNR, qui n'étaient pas mobilisés, organisèrent des actions caritatives en faveur de l'armée russe et des réceptions pour les blessés dans le salon du club. En 1917, le Club des nationalistes russes de Kiev fut rebaptisé Club des nationalistes russes progressistes à l'initiative de Savenko, qui était considérablement "monté au créneau", ce qui amena de nombreux monarchistes à se détourner de lui.
En 1917, le CKNR soutint la Révolution de Février et se rebaptisa "Club des nationalistes russes progressistes". Il est ensuite devenu le principal organe du Bloc des électeurs russes non partisans, qui, en janvier 1918, remporta la première place à Kiev lors des élections à l'Assemblée constituante ukrainienne avec 29,53 % des voix. À la fin de 1918 ou au début de 1919, les principaux actifs du Club ont fui Kiev pour Odessa en raison de l'arrivée au pouvoir de Symon Petlioura à Kiev. Dans la ville, seuls sont restés les anciens membres du CKNN qui avaient quitté le Club en raison de désaccords avec Savenko ou pour d'autres raisons.

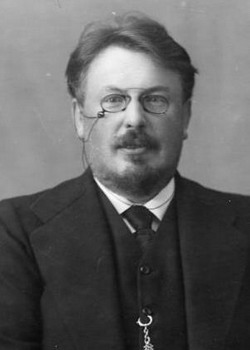
Anatoli Savenko (en)
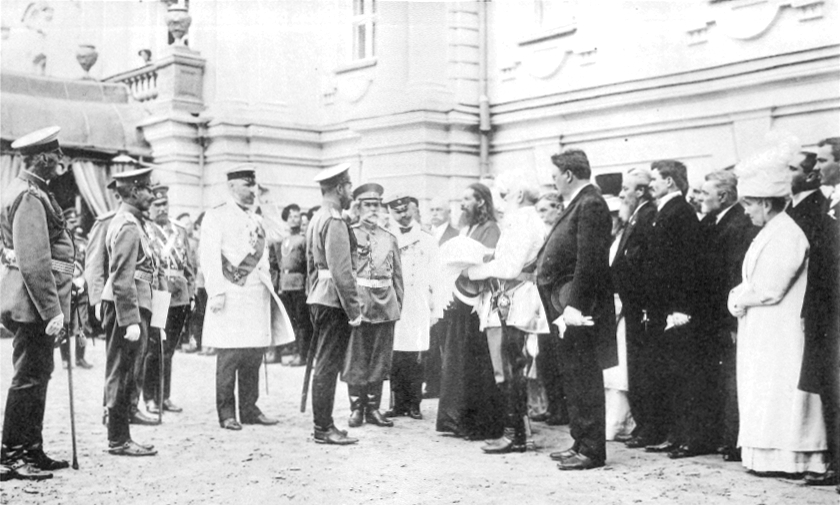
29 août 1911. Une députation d'organisations de droite à Kiev salue l'empereur Nicolas II. Au centre : Piotr Stolypine, Nicolas II, le gouverneur de Kiev Girs (en uniforme blanc), le prêtre F. Sinkevich, le major-général Joukov et Anatoli Savenko

## Fusillade de membres du Club à Kiev en 1919
Bientôt, le travail actif du club cessa et en 1919, nombre de ses membres furent abattus pendant la Terreur rouge, lorsque, après la prise de Kiev par les bolcheviks en janvier 1919, la Tchéka reçut une liste des membres du club avec des adresses détaillées ; environ 60 personnes furent arrêtées sur cette liste et au moins 53 d'entre elles ont été abattues. Le journal bolchevique a rapporté : « Les premiers à partir ont été les messieurs du camp nationaliste russe. Le choix a été très heureux et voici pourquoi. Le Club des "nationalistes russes", avec Shoulguine et Savenko à sa tête, était le soutien le plus puissant du trône tsariste, il comprenait des propriétaires terriens, des propriétaires et des marchands de la Ukraine de la rive droite.[...] Peu importe le nombre de gouvernements qui se sont succédé après la révolution, aucun d'entre eux n'a touché au nid de Pikhno. Par conséquent, toute la masse de la bourgeoisie des Cent-Noirs, qui a voté pour la "liste russe", au nombre de 53 000, s'est sentie très calme à Kiev. [...] Le fait de tirer sur le club nationaliste russe, de démolir l'organisation des "soutiens des familles-propriétaires" - les pro Golitsine (ru), Kotchoubeï, etc. donne une bonne leçon aux Cent-Noirs ukrainiens également. »

## Membres du club
Liste non exhaustive
- Timofey Florinskiy (en)
- Julian Kułakowski (pl)
- Michaił Łapinski (pl)
- Włodzimierz Lindeman (pl)
- Aleksandr Muratov (et)
- Nikolai Aleksandrovich Obolonsky (cy)
- Mikhaïl Zlatoverkhovnikov (ru)

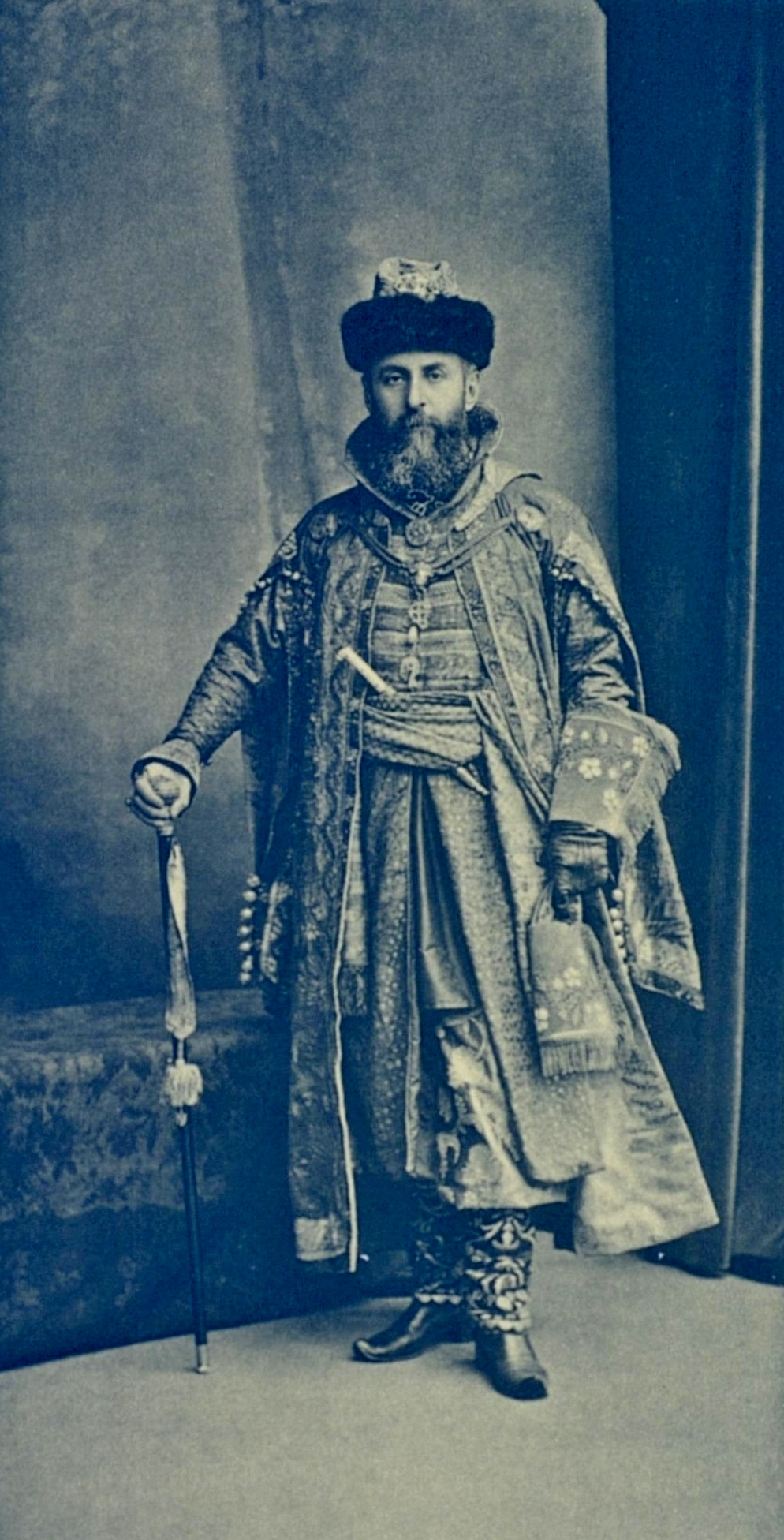
Alexeï Alexandrovitch Bobrinski en habit de boyard au
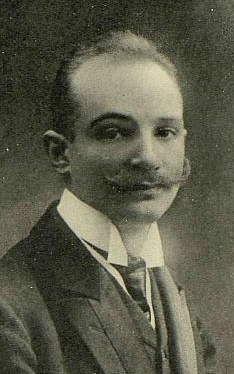
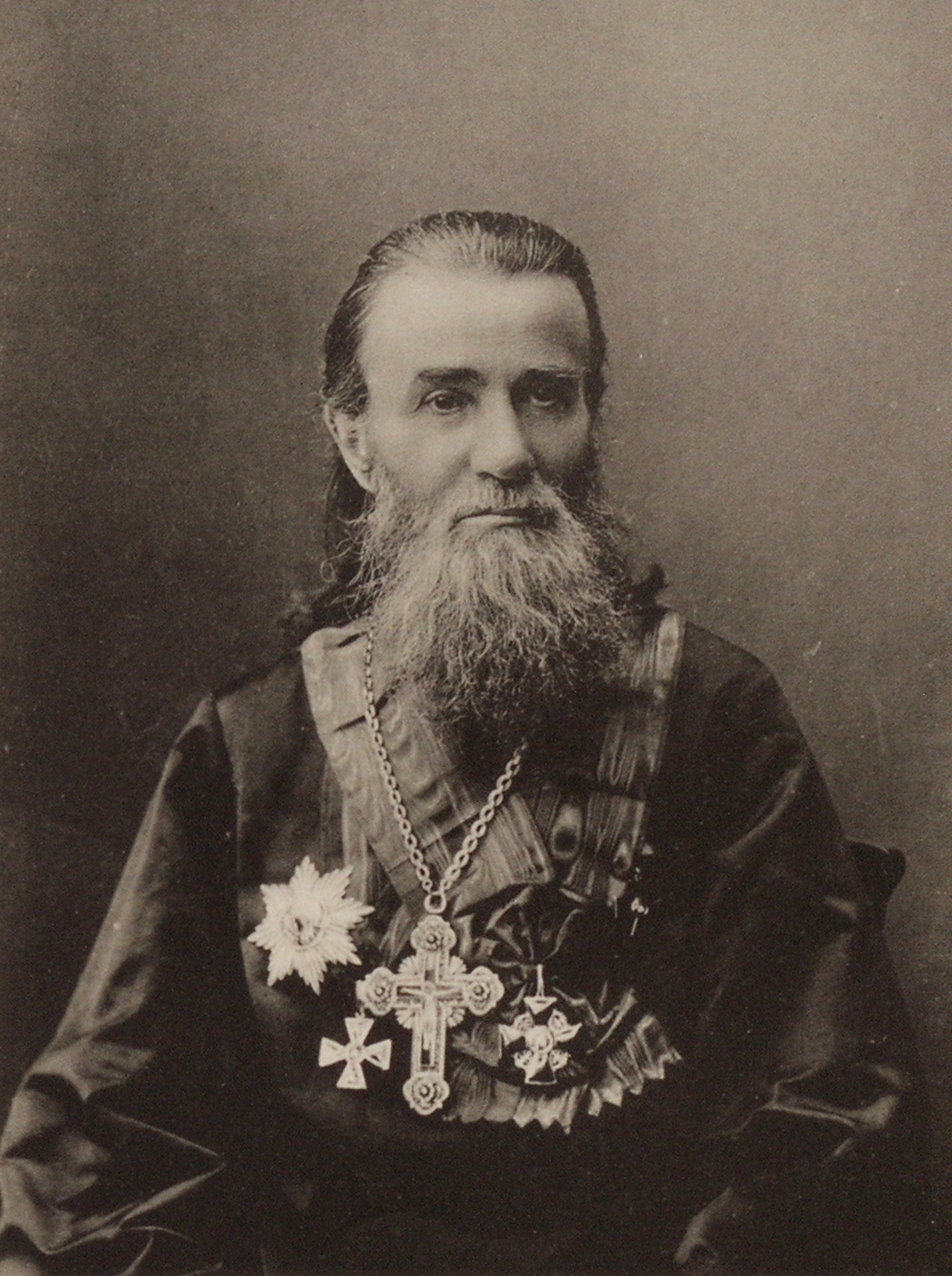
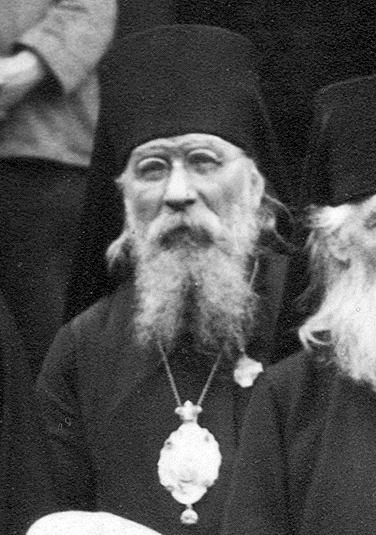
Tichon (Laszczenko) (pl)
- Pavel Karlovič Lange (it)
- Alexeï Alexandrovitch Bobrinski
- Vassili Choulguine (en)
- Iwan Sikorski (pl)
- Dmitry Pikhno (en)

- Alexeï Alexandrovitch Bobrinski en habit de boyard au bal du Palais d'hiver de 1903 (en)
- Vassili Choulguine (en)
- *Mikhaïl Zlatoverkhovnikov (ru)
- *Tichon (Laszczenko) (pl)